# ルーキーナ
ルーキーナ(Lucina)は、ローマ神話における出産の女神。ギリシア神話のエイレイテュイアと同一視される。
日本語では長母音を省略してルキナとも呼ぶ。
光の中にもたらす女神、即ち誕生の女神としてのユーノーの呼称でもある。